# Rimosodaphnella
Rimosodaphnella is een geslacht van weekdieren uit de klasse van de Gastropoda (slakken).

## Soorten
- Rimosodaphnella brunneolineata Bonfitto & Morassi, 2013
- Rimosodaphnella deroyae McLean & Poorman, 1971
- Rimosodaphnella morra (Dall, 1881)
- Rimosodaphnella solomonensis Bonfitto & Morassi, 2013
- Rimosodaphnella tenuipurpurata Bonfitto & Morassi, 2013
- Rimosodaphnella textilis (Brocchi, 1814) †